# Claude Péran
Claude Péran est un acteur français né le 16 avril 1913 à Paris et mort dans la même ville le 12 octobre 1963.
Il fut l'un des premiers comédiens à se spécialiser dans le doublage, prêtant sa voix entre autres à Humphrey Bogart et Henry Fonda.

## Biographie
Il est inhumé au cimetière Pierre-Grenier à Boulogne-Billancourt (division 6).

## Filmographie
- 1943 : Le Voyageur de Toussaint (non crédité)
- 1944 : Premier de cordée
- 1947 : Quai des Orfèvres : Bit Part
- 1952 : Le Plus Heureux des hommes : l'inspecteur Allain
- 1955 : Les salauds vont en enfer
- 1959 :  Meurtre au ralenti de Jean-Paul Carrère

## Doublage
Note : Les dates correspondent aux sorties initiales des films et pas forcément aux dates des doublages.

### Cinéma
- Humphrey Bogart dans :
  - La Légion noire (1937) : Frank Taylor
  - Rue sans issue (1937) : Hugh dit « Baby Face » / « Marty » ou Martin (1er doublage)
  - L'École du crime (1938) : Mark Braden
  - La Caravane héroïque (1940) : John Murrell
  - Échec à la Gestapo (1941) : Gloves Donahue
  - La Grande Évasion (1941) : Roy Earle
  - Casablanca (1942) : Rick Blaine (1er doublage)
  - Passage pour Marseille (1944) : Jean Matrac
  - Le Grand Sommeil (1946) : Philip Marlow
  - Les Passagers de la nuit (Dark Passage) de Delmer Daves (1947) : Vincent Parry / Alan Lynell
  - Le Trésor de la Sierra Madre (1948) : Fred C. Dobbs
  - Key Largo (1948) : Frank McCloud
  - La Femme à abattre (1951) : Martin Ferguson
  - Sabrina (1954) : Linus Larrabee
  - La Maison des otages (1955) : Glenn Griffin
  - La Main gauche du Seigneur (1955) : James Carmody / le père Peter John O'Shea
  - La Cuisine des anges (1955) : Joseph
  - Plus dure sera la chute (1956) : Eddie Willis
- John McIntire dans :
  - Winchester '73 (1950) : Joe Lamont (1er doublage)
  - Le Gentilhomme de la Louisiane (1953) : Kansas John Polly
  - À l'assaut du Fort Clark (1953) : le colonel Jackson Meade
  - Je suis un aventurier (1954) : le shérif Gannon
  - Coup de fouet en retour (1956) : Jim Bonniwell
  - Les Sept Chemins du couchant (1960) : le sergent Hennessey
- Henry Fonda dans :
  - Les Raisins de la colère (1940) : Tom Joad
  - Le Retour de Frank James (1940) : Frank James
  - Le Massacre de Fort Apache (1948) : le lieutenant-colonel Owen Thursday
  - 12 hommes en colère (1956) : M. Davis, le juré no 8
  - L'Homme aux colts d'or (1958) : Clay Blaisedell
- James Stewart dans :
  - L'Amiral mène la danse (1936) : Ted Barker
  - Nick, gentleman détective (1936) : David Graham
  - Vous ne l'emporterez pas avec vous (1938) : Tony Kirby
  - La Corde (1948) : Rupert Cadell
- Jack Hawkins dans :
  - La Mer cruelle (1953) : le lieutenant-commander Ericson
  - Le Pont de la rivière Kwaï (1957) : le major Warden
  - Inspecteur de service (1958) : l'inspecteur-chef George Gideon
  - Lawrence d'Arabie (1962) : Lord Edmund Allenby
- Melvyn Douglas dans : 
  - Ninotchka (1939) : le comte Léon d'Algout
  - Un million clé en main (1948) : Bill Cole
  - Le Plus Sauvage d'entre tous (1963) : Homer Bannon
- Henry Daniell dans :
  - L'Égyptien (1945) :  Mekere, le grand prêtre
  - Le Réveil de la sorcière rouge (1948) : Jacques Desaix
  - La Vie passionnée de Vincent van Gogh (1956) : Théodorus van Gog
- Frank Faylen dans :
  - Le Poison (1945) : l'infirmier « Bim » Nolan
  - Histoire de détective (1951) : l'inspecteur Gallagher
  - Règlement de comptes à O.K. Corral (1957) : le shérif Cotton Wilson
- Raymond Massey dans :
  - Le Rebelle (1949) : Gail Wynand
  - Dallas, ville frontière (1950) : William « Will » Marlow
  - À l'est d'Éden (1955) : Adam Trask
- Jack Palance dans :
  - Panique dans la rue (1950) : Blackie
  - Okinawa (1951) : Pigeon Lane
  - Le Calice d'argent (1954) : Simon le magicien
- Fred Clark dans :
  - Comment épouser un millionnaire (1953) : Waldo Brewster
  - Une Cadillac en or massif (1956) : Clifford Snell
  - Mince de planète (1960) : Major Roger Putnam Spelding
- Michael Hordern dans :
  - Les Quatre Plumes blanches (1955) : le général Faversham
  - L'Homme qui n'a jamais existé (1956) : le général Coburn
  - Le Bébé et le Cuirassé (1956) : le capitaine Hugh
- Fred MacMurray dans :
  - La Garçonnière (1960) : J.D. Sheldrake
  - Monte là-d'ssus (1961) : le Pr Ned Brainard
  - Après lui, le déluge (1963) : le Pr Ned Brainard
- Burt Lancaster dans :
  - Les Tueurs (1946) : Ole Andreson dit « Le Suédois »
  - Les Démons de la liberté (1947) : Joe Collins
- Bruce Cabot dans :
  - L'Ange et le Mauvais Garçon (1947) : Loredo Stevens
  - Les Comancheros (1961) : Major Henry
- Robert Douglas dans :
  - Les Aventures de don Juan (1948) : le Duc de Lorca
  - Les Rats du désert (1953) : le général australien
- Paul Stewart dans :
  - Entrée illégale (1949) : Zack Richards
  - Échec au hold-up (1951) : Earl Bœttiger
- George Raft dans :
  - La Dernière Charge (1949) : le capitaine Paul Gerard
  - Sur la trace du crime (1954) : Dan Beaumonte
- Gary Cooper dans :
  - Le Roi du tabac (1950) : Brant Royle / Pierre
  - Condamné au silence (1955) : le général William Mitchell
- Carleton Young dans :
  - Le Quatrième Homme (1952) : Martin
  - Le Sergent noir (1960) : le capitaine Shattuck
- Ray Teal dans :
  - La poursuite dura sept jours (1954) : Dr Trent
  - À l'ombre des potences (1955) : le shérif
- Edmond O'Brien dans :
  - La Peau d'un autre (1955) : Fran McCarg
  - Le Prisonnier d'Alcatraz (1962) : Thomas E. Gaddis
- Bernard Lee dans :
  - La Bataille du Rio de la Plata (1956) : le capitaine Patrick Dove
  - La Clé (1958) : le commandant Wadlow
- Clancy Cooper dans :
  - La Blonde et le Shérif (1958) : un coiffeur
  - Le Temps d'aimer et le Temps de mourir (1958) : Sauer
- Dean Jagger dans :
  - Bagarres au King Créole (1958) : M. Fisher
  - Au risque de se perdre (1959) : le docteur Van der Mal
- Laurence Naismith dans :
  - La Tempête (1958) : le colonel Zurin
  - Le Monde de Suzie Wong (1960) : O'Neill
- John Le Mesurier dans :
  - Contre-espionnage à Gibraltar (1958) : le capitaine de la Paierie Générale
  - Un brin d'escroquerie (1960) : l'amiral
- Martin Balsam dans :
  - Psychose (1960) : le détective Milton Arbogast
  - Diamants sur canapé (1961) : Roger Berman
- 1935[3] : Capitaine Blood : le colonel Bishop (Lionel Atwill)
- 1937 : Le Couple invisible : un chauffeur de Taxi (Pat Gleason)
- 1938 : The Renegade Ranger : Henchman Red (Tom London)
- 1940 : Ville conquise : Kid Callahan (Bob Steele) et Sam Hayes
- 1941 : Un cœur pris au piège : Gerald (Melville Cooper)
- 1942 : Le Livre de la jungle : Buldeo (Joseph Calleia)
- 1943 : Les Cinq Secrets du désert : le capitaine Bride (Ian Keith)
- 1944 : L'Imposteur : Clauzel (Milburn Stone)
- 1944 : Arsenic et vieilles dentelles : Theodore Roosevelt (John Alexander)
- 1944 : Zorro le vengeur masqué : Vic Gordon (George J. Lewis)
- 1946 : La Bataille du rail : voix additionnelles
- 1947 : La Dame de Shanghaï : George Grisby (Glenn Anders)
- 1947 : Feux croisés : le capitaine Finlay (Robert Young)
- 1947 : Du sang sur la piste : Dr Evans (Guy Beach) / le narrateur (Ray Collins)
- 1947 : La Vallée de la peur : Jeb Rand (Robert Mitchum)
- 1947 : Sinbad le marin : Musllin (Barry Mitchell)
- 1948 : Le Justicier de la Sierra : John Sands (Rod Cameron)
- 1948 : La Cité sans voiles : Dr Stoneman (House Jameson)
- 1948 : La Cité de la peur : le capitaine George Isles (Tom Powers)
- 1948 : Pénitencier du Colorado : Carl Schwartzmiller (Jeff Corey)
- 1948 : La Rivière d'argent : le capitaine « Mike » McComb (Errol Flynn)
- 1948 : Le Voleur de bicyclette : un agent de police (Peppino Spadaro)
- 1948 : Johnny Belinda : Dr Robert Richardson (Lew Ayres)
- 1949 : La Belle Aventurière (The Gal Who Took the West) de Frederick de Cordova : Douglas Andrews (James Todd)
- 1949 : La Corde de sable : le commandant Paul G. Vogel (Paul Henreid)
- 1949 : Les Chevaliers du Texas : Lee Price (Douglas Kennedy)
- 1949 : Horizons en flammes : Dixie Rankin (John Ridgely)
- 1950 : Le Chevalier du stade : Peter Allendine (Steve Cochran)
- 1950 : Le Grand Alibi : le sergent Mellish (Ballard Berkeley)
- 1950 : Rio Grande : le général Sheridan (J. Carrol Naish)
- 1950 : Quand la ville dort : William Doldy (Strother Martin)
- 1950 : Terre damnée : l'adjoint Lane Travis (Macdonald Carey)
- 1950 : C'étaient des hommes : Dr Brock (Everett Sloane)
- 1950 : Demain il sera trop tard : le proviseur (Armando Migliari)
- 1950 : L'Aigle du désert : Kibar (Carl Esmond)
- 1950[4] : Noblesse oblige : L'inspecteur Burgoyne (Eric Messiter)
- 1950 : L'Esclave du gang : George Castleman / Joe Caverny (David Brian)
- 1950 : La Femme aux chimères : Willie 'Smoke' Willoughby (Hoagy Carmichael)
- 1951 : Une corde pour te pendre : le juge Morrow (Charles Meredith)
- 1951 : L'Inconnu du Nord-Express : le capitaine de police Turley (Howard St. John)
- 1951 : Capitaine sans peur : le lieutenant William Bush (Robert Beatty)
- 1951 : Le Gouffre aux chimères : le speaker de la station de radio (Bob Bumpas)
- 1951 : L'Attaque de la malle-poste : Rafe Zimmerman (Hugh Marlowe)
- 1951 : Le Choc des mondes : Sydney Stanton (John Hoyt)
- 1951 : Espionne de mon cœur : Willie (Crane Whitley)
- 1951 : Le Renard du désert : l'officier britannique (Lester Mathews)
- 1952 : Les Conducteurs du diable : Général Gordon (Howard Petrie)
- 1952 : Les Feux de la rampe : Bodalink (Norman Lloyd)
- 1952 : Le Fils d'Ali Baba : Kareeb (Philip Van Zandt)
- 1952 : L'Énigme du Chicago Express : le sergent Gus Forbes (Don Beddoe)
- 1953 : Hondo, l'homme du désert : Major Sherry (Paul Fix)
- 1953 : Vacances romaines : Dr Bannochoven (Heinz Hinrich)
- 1953 : Aventure dans le Grand Nord : le colonel Fuller (Walter Abel)
- 1953 : L'Homme au masque de cire : le bonimenteur (Reggie Rymal)
- 1953 : Capitaine King : Karram Khan (Guy Rolfe)
- 1953 : Une affaire troublante : Stephen Barlow (Leo Genn)
- 1953 : Le Port de la drogue : l'agent du FBI Zara (Willis Bouchey)
- 1953 : La Lune était bleue : un touriste (Hardy Krüger)
- 1953 : Houdini le grand magicien : l'aboyeur (Cliff Clark)
- 1954 : L'Aigle solitaire : Colonel Meek (Richard H. Cutting)
- 1954 : Les Jeunes Années d'une reine : Lord Cunningham (Alfred Neugebauer (en))
- 1954 : Le Chevalier du roi : Gilbert Blunt (David Farrar)
- 1954 : Écrit dans le ciel : Ken Childs (David Brian)
- 1954 : La Patrouille infernale : Sergent Fletcher (Frank Lovejoy)
- 1954 : Les Proscrits du Colorado : Cal Prince (James Millican)
- 1954 : Les Géants du cirque : Clyde Beatty (Clyde Beatty)
- 1954 : Prince Vaillant : Sir Gauvain (Sterling Hayden)
- 1955 : Permission jusqu'à l'aube : « Doc », le toubib (William Powell)
- 1955 : Sept Ans de réflexion : M. Brady (Donald MacBride) / le narrateur[Qui ?]
- 1955 : Horizons lointains : Cameahwait (Eduardo Noriega)
- 1955 : Le Grand Chef : Caleb Mantz (James Westerfield)
- 1955 : La Colline de l'adieu : Palmer Jones (Torin Thatcher)
- 1955 : Les Pièges de la passion : Paul Hunter (Richard Gaines)
- 1955 : Amour, fleur sauvage : Holly, le patron du bar (Richard H. Cutting)
- 1955 : Le Cercle infernal : Dell'Oro (Gilbert Roland)
- 1955 : Dossier secret : un policier à Munich (Eduard Linkers)
- 1955 : Les Inconnus dans la ville : Harper (Stephen McNally)
- 1955 : Quand le clairon sonnera : Général Santa Ana (J. Carrol Naish)
- 1955 : Le Général du Diable : SS-Grupenführer Schmidt-Lausitz (Victor de Kowa)
- 1955 : Ce n'est qu'un au revoir : Capt. Herman J. Kohler (Ward Bond)
- 1956 : Les Dix Commandements : Janès (Douglass Dumbrille)
- 1956 : Géant : Oncle Bawley Benedict (Chill Wills)
- 1956 : Coup de fouet en retour : Tom, le contremaître[Qui ?]
- 1956 : Anastasia : le général Sergueï Pavlovitch Bounine (Yul Brynner)
- 1956 : Le Temps de la colère : le colonel Miles (Frank Gerstle)
- 1956 : L'Attaque du Fort Douglas : le premier colon entrant dans la pièce avec une bougie[Qui ?]
- 1956 : À vingt-trois pas du mystère : l'inspecteur Grovening (Maurice Denham)
- 1956 : Un vrai cinglé de cinéma : le garde à l'entrée des stusios Paramount (Michael Ross)
- 1957 : L'Arbre de vie : un Lieutenant nordiste (Stacy Harris)
- 1957 : Le Brigand bien-aimé : Révérend Jethro Bailey (John Carradine)
- 1957 : Meurtres sur la dixième avenue : l'inspecteur Anthony « Tony » Vosnick (Charles McGraw)
- 1957 : Le Redoutable Homme des neiges : Lhama (Arnold Marié)
- 1957 : Pour que les autres vivent : Frank Kelly (Lloyd Nolan)
- 1957 : Du sang dans le désert : Ed McGaffey (Lee Van Cleef)
- 1957 : Sayonara : le général Mark Webster (Kent Smith)
- 1957 : Le Virage du diable : Chico Martinez (Morgan Jones)
- 1958 : Je pleure mon amour : Capitaine Barnes (Robin Bailey)
- 1958 : La Forêt interdite : George Leggett (Howard I. Smith)
- 1958 : Le Barbare et la Geisha : le gouverneur Tamura (Sō Yamamura)
- 1958 : Trois bébés sur les bras : le speaker de la station de radio[Qui ?]
- 1958 : Le Kid en kimono : le colonel Adams (Alex Gerry)
- 1958 : La Dernière Torpille : L'Amiral Samuel Setton (Philip Ober)
- 1958 : Les Chemins de la haute ville : M. Hoylake (Raymond Huntley)
- 1958 : La Vie à belles dents : Jeremiah McDonald (Lee J. Cobb)
- 1958 : L'Ennemi silencieux : Holford (Brian Oulton)
- 1958 : L'Orchidée noire : le prêtre (Robert Carricart)
- 1958 : Anna de Brooklyn : Don Luigi (Vittorio De Sica)
- 1958 : Comme un torrent : Ned Deacon (George Brengel)
- 1958 : Tueurs de feux à Maracaibo : le prêtre (Joe Dominguez)
- 1958 : Le Gaucher : Pat Garrett (John Dehner)
- 1958 : Je veux vivre ! : Al Matthews (Joe De Santis)
- 1959 : Le Bourreau du Nevada : le colonel Hammond (Nelson Leigh)
- 1959 : Duel dans la boue : Ram Butler (Harold J. Stone)
- 1959 : Le Pont : le lieutenant-colonel (Siegfried Schürenberg)
- 1959 : La Police fédérale enquête : J. Edgar Hoover (Will J. White)
- 1959 : Visa pour Hong Kong : l'employé de la boîte de nuit agressé par Conrad[Qui ?]
- 1959 : Violence au Kansas : le gouverneur William Clayton (Herbert Rudley)
- 1959 : Un matin comme les autres : Stan Harris (Herbert Rudley)
- 1959 : La Grande Guerre : le général (Marcello Giorda)
- 1959 : L'Aventurier du Rio Grande : le major Stark Colton (Gary Merrill)
- 1959 : Le Maître de forges : M. Moulinet (Ivo Garrani)
- 1960 : Les Pièges de Broadway : Nellie, le patron du dancing (Don Rickles)
- 1960 : Le Bal des adieux : l'archevêque (Walter Rilla)
- 1960 : Piège à minuit : Charles Manning (Herbert Marshall)
- 1960 : Le Clown et l'Enfant : Sam Treat (Gene Sheldon)
- 1960 : Un scandale à la cour : le commentateur de l'épreuve de jumping[Qui ?]
- 1960 : Les Évadés de la nuit : le prince Alessandro Antoniani (Paolo Stoppa)
- 1961 : Le Zinzin d'Hollywood : Tom Paramutual (Brian Donlevy)
- 1961 : Le Cavalier noir : le capitaine de Police (John Bentley)
- 1961 : Sous le ciel bleu de Hawaï : Fred Gates (Roland Winters)
- 1961 : Romulus et Rémus : le vieux citoyen d'Alba (Enrico Glori)
- 1961 : Hold-up au quart de seconde : le capitaine Swanson (Robert J. Wilke)
- 1961 : Le troisième homme était une femme : Joe Adams (Larry Gates)
- 1961 : Le Dernier des Vikings : Simon (Mario Feliciani)
- 1961 : La Doublure du général : le docteur de l'armée américaine sur le podium[Qui ?] + voix secondaires
- 1961 : Le Trésor des sept collines : Amos Gondora (Robert Middleton)
- 1962 : Les maraudeurs attaquent : le capitaine Abraham Lewis Kolodny (Andrew Duggan)
- 1962 : Le Jour le plus long : le général Dwight David Eisenhower (Henry Grace)
- 1962 : James Bond contre Dr No : Pleydell-Smith (Louis Blaazer)
- 1962 : Le Trésor du lac d'argent : Patterson (Jean Sid)
- 1962 : Le Pigeon qui sauva Rome : le colonel Sherman Harrington (Brian Donlevy)
- 1962 : L'Inconnu du gang des jeux : le juge Boatwright (Paul Ford)
- 1962 : Trahison sur commande : Wilhelm Kortner (Charles Regnier)
- 1962 : L'Enfer est pour les héros : le capitaine Mace (Don Haggerty)
- 1963 : Docteur Jerry et Mister Love : le vendeur du magasin d'habillement (Gavin Gordon)
- 1963 : Le Guépard : un ami de Don Fabrizio Corbera[Qui ?]
- 1963 : La Montagne des neuf Spencer : Colonel Coleman (Hayden Rorke)
- 1963 : Le Téléphone rouge : Général John Aymes (Nelson Leigh)

### Télévision
- 1959 : Meurtre au ralenti
- 1959 - 1960 : Destination Danger :
  - épisode Au fond du lac (1959) : le général Gunther Klaus (Christopher Rhodes)
  - épisode Le Voile bleu (1960) : Spooner (Laurence Naismith)
  - épisode Le Masque de l'amour (1960) : Stavros (Martin Miller)
  - épisode Deux sœurs (1960) : le responsable de la prison[Qui ?]
  - épisode Le Prisonnier (1960) : le président (Michael Drake)

### Direction artistique
- 1955 : La Cuisine des anges
- 1958 : Bagarres au King Créole
- 1958 : L'Orchidée noire
- 1958 : Désir sous les ormes
- 1961 : La Ballade des sans-espoir (Too Late Blues) de John Cassavetes
- 1962 : Trahison sur commande
- 1963 : Docteur Jerry et Mister Love
- 1980 : Tu fais pas le poids, shérif !